# Francisco Armero y Fernández de Peñaranda

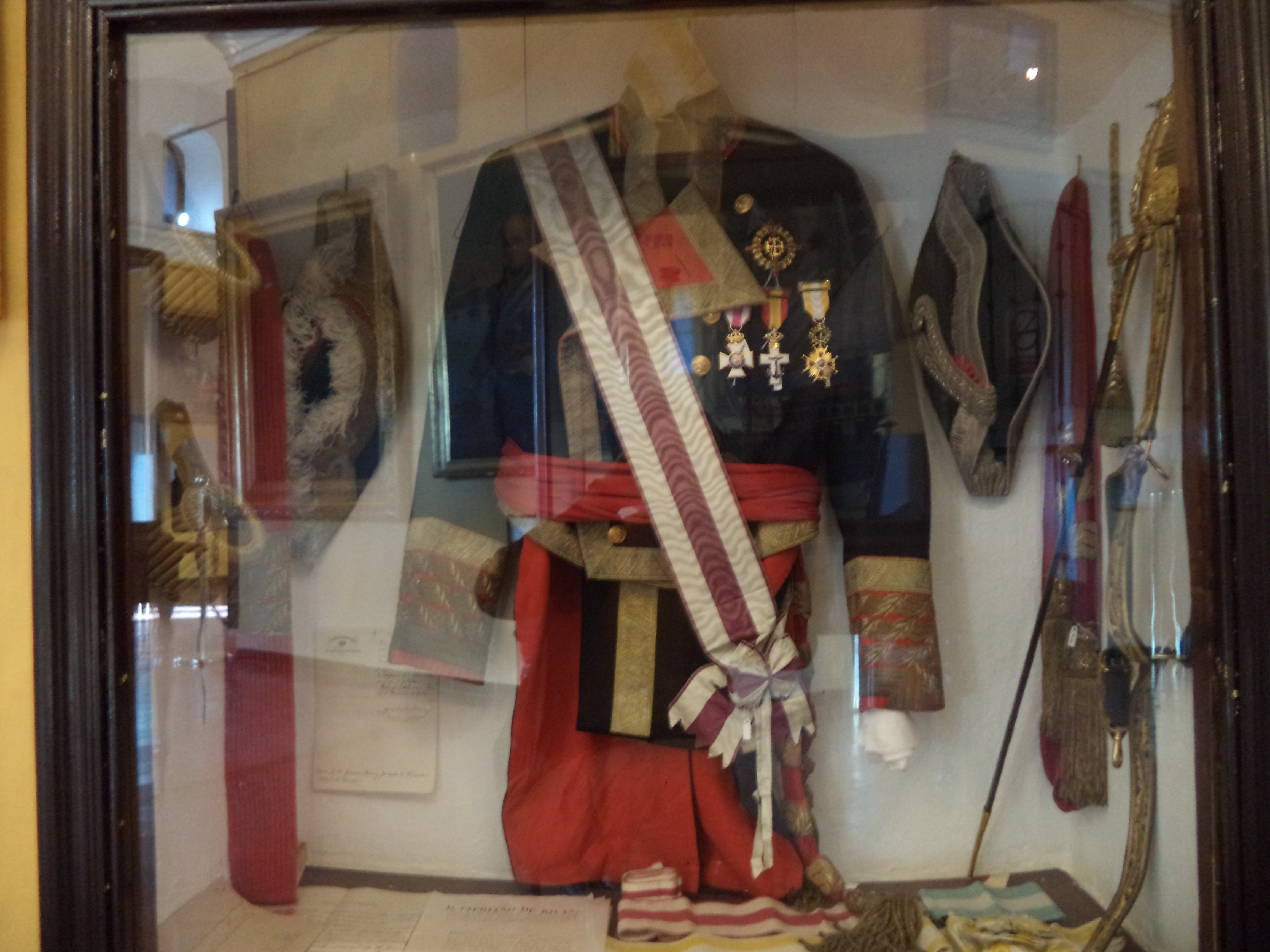
Uniforme y otros objetos de Francisco Armero expuestos en 2014 en el Museo Naval de la Torre del Oro de Sevilla.

Francisco Armero y Fernández de Peñaranda, I marqués del Nervión y grande de España (Fuentes de Andalucía, Sevilla, 3 de mayo de 1804-Sevilla, 1 de julio de 1866), fue un marino y político español.

## Familia
El municipio de Fuentes de Andalucía tenía a finales del siglo XVIII unos 8000 habitantes. Los nobles e hidalgos no habían emigrado a las ciudades y se dedicaban a gestionar sus propiedades agrarias. Además, la iglesia de Santa María la Blanca de la localidad fue finalizada en el siglo XVIII. Entre el campesinado había pequeños propietarios que alternaban el cuidado de sus tierras con trabajos en las fincas de la localidad. 
En 1783 se traslada a la localidad Martín Armero, originario de La Rioja, atraído a Andalucía por un pariente que se había establecido en la cercana localidad de Estepa. En el pueblo se le recibe como noble, y que traía consigo la ejecutoria de hidalguía expedida por la Real Chancillería de Granada el 24 de octubre de ese año. Esta hidalguía estaba justificada por otros títulos vinculados a la familia desde el siglo XVI. Su esposa era Agustina Almazán y Zayas, a la que había conocido durante su estancia en Estepa. De este matrimonio nacieron Antonio, Casimira y Pilar Armero Almazán. Antonio nació el 28 de octubre de 1784 y contrajo matrimonio a los 17 con Dolores Fernández de Peñaranda y Sevilla, que tenía 15. Con motivo de la boda Martín le entregó a su hijo el cortijo de Arenales en Écija, aunque el matrimonio siempre vivió en Fuentes de Andalucía. Antonio fue un buen gestor de su hacienda y logró ampliar su patrimonio. Tuvo 14 hijos a los que legó una gran fortuna. El municipio de Fuentes estuvo al margen de las maniobras políticas y militares durante la invasión francesa. De los 14 hijos el primogénito fue Francisco Armero. 
Un hermano de Francisco, Agustín, fue guardia de corps, coronel de caballería y senador. Otro de sus hermanos, Joaquín, fue teniente general de caballería, diputado en Cortes y senador.

## Comienzos de su carrera militar
Con 16 años inicia sus gestiones para entrar en la Armada. En 1819 se le concede plaza de guardia marina en el departamento de Cádiz, Ocupó su plaza en abril de 1820 en la Compañía de Guardias Marinas de San Fernando. Hizo su primera instrucción en el barco Asia, por lo que Francisco Armero vivió en él su primer combate naval, cuando este navío participó en la defensa del Trocadero durante la entrada en España de los Cien Mil Hijos de San Luis en 1823.
En enero de 1824 el navío Asia partió junto al bergantín Arapiles para prestar ayuda a las resistencias españolas en Chile y Perú. Tras doblar el Cabo de Hornos los barcos llegaron a San Carlos de Chiloé el 27 de abril, donde ya tenían órdenes de ir a Callao para reunirse con el virrey de Perú, que aún se resistía contra los insurgentes. Un temporal azotó los barcos, destacándose Armero por su intervención en "las faenas peligrosas, siendo uno de los que aquella noche subieron a la cofa mayor para remediar las averías", según reza el parte del comandante. Cumplieron la misión de levantar el sitio de Callao, y de nuevo Armero se destacó al mando de la lancha del Asia en las labores de bloqueo de los puntos por donde podían recibir ayuda los insurrectos. Posteriormente, el navío Asia, junto con los bergantines Arapiles y Constante, en unión con una fragata de transporte, pusieron rumbo a Filipinas. Las malas condiciones de víveres, la falta de pagas propició un motín en la escala que hizo el Asia en Umotang, en la isla de Guam, en las Islas Marianas. La tripulación desembarcó a toda la oficialidad, incluido Armero, y para continuar hasta Manila tuvo que embarcar la oficialidad en una fragata ballenera inglesa. En Filipinas embarcaron en la fragata española Sabina rumbo a España.
En 1828 participó, a bordo del bergantín Diligente, en la liberación de Melilla, que se encontraba sitiada por la morisma marroquí. En diciembre de 1828 obtuvo el cargo de alférez. Embarcarcó en el bergantín Guadalete donde, en febrero de 1830 se destacaría por sus labores durante un temporal en el cabo San Vicente. En mayo de ese mismo año, el gobierno francés invitó al gobierno español como observador a la campaña de Argel, acudiendo el bergantín Guadalete. Posteriormente, un temporal en el puerto de Santoña hizo que el barco precisara ser reparado en el Arsenal de Ferrol, por lo que pasó a la goleta Mahonesa, en la que estuvo embarcado hasta febrero de 1833.
En 1834 estalló la Primera Guerra Carlista. El estado de la marina era malo y se precisaban de nuevos buques a vapor, sin embargo la marina española solamente tenía tradición de veleros y, aunque adquiriera los barcos, no tenía personal necesario para comandarlos. Por ello, la Corona pidió los servicios del mercenario inglés Federico Henry, que en ese momento se encontraba sirviendo al Rey de Portugal, para que se hiciera cargo de los vapores que se contrataran, a cambio de derechos a repartirse el botín de los barcos carlistas que apresara y de que, en caso de que fuera herido o muriera, se pagaran las pensiones estipuladas en la legislación británica. Él escogió a los oficiales que servirían bajo sus órdenes y envió una lista al gobierno. El contrato se firmó el 10 de septiembre de 1834 en Lisboa e inmediatamente después se pusieron a su disposición algunos buques, entre ellos el Reina Gobernadora. Armero se ofreció voluntario para el Cantábrico y fue destinado a la goleta de la marina española Nueva María. El Nueva María, en una operación en la que también tomó parte el Nueva Gobernadora, logró capturar el navío inglés Isabel Ana, que traía oficiales y pertrechos de guerra para el ejército carlista. Federico Henry reclamó su parte del botín, y esta le fue entregada por un auto el 11 de abril de 1835 por el Almirantazgo, pero esto no le pareció suficiente y recurrió el auto al Consejo Supremo.

## Sitios de Bilbao

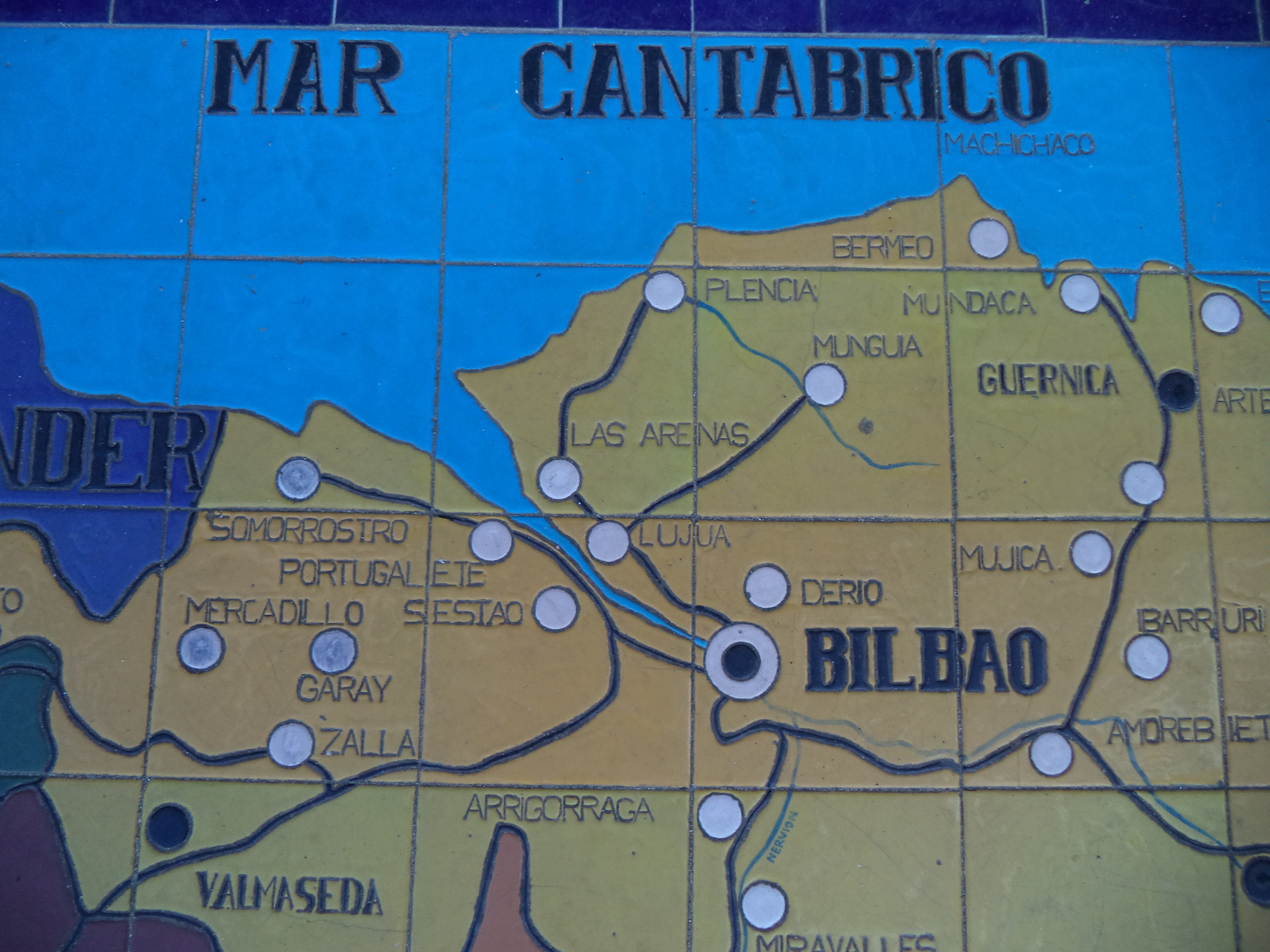
Mapa de la provincia de Vizcaya en el banco de esa región en la Plaza de España de Sevilla.

Los carlistas deseaban a toda costa la conquista de Bilbao y, ya en 1835, el general Zumalacárregui, que contaba con un ejército que casi triplicaba al de la villa, que era solo de 4000 hombres. En dicha batalla participó Armero en el buque Nueva María. Por su eficacia en todo lo que se le encomendaba se le concede el primer mando de buque, el del cañonero Leopoldino, por Real Orden de 16 de noviembre de 1835 y ya con el rango de alférez de navío.
Sin embargo, el pretendiente Carlos daba gran importancia a ese enclave, por lo que, a principios de 1836, comienzan las escaramuzas para hacer un nuevo cerco a la ciudad. En enero un bombardeo del Leopoldino logró hacer estragos en el enemigo, lo que le valió a Armero ascender a teniente de navío el 29 de abril y en junio le fue entregada la Orden de Primera Clase de San Fernando. El jefe de las Fuerzas Navales del Norte, José Primo de Rivera, le impuso la distinción solemnemente el 7 de septiembre.
Ya en noviembre de 1836 se había establecido de nuevo el sitio de Bilbao. El 19 de noviembre Armero recibe la orden de remontar el río Nervión hasta Portugalete y de ahí seguir hasta Bilbao. Sin embargo la rivera estaba controlada por el enemigo, produciéndose otra batalla. El 29 de noviembre fue ascendido a capitán de fragata. En diciembre participaría en una nueva incursión contra el sitio. En este caso, no se limitó a participar en la batalla naval, ya que llegó a tomar una batería enemiga a punta de bayoneta. El 24 de diciembre se logró levantar el cerco. Por el éxito del desembarco el general Espartero le concede a Armero la gracia de coronel del Ejército de Tierra y, por los mismos hechos, se le concedió la Cruz de Segunda Clase de la Real y Militar Orden de San Fernando.
Liberada la villa de Bilbao, se creó el apostadero de Nervión a primeros de 1837. Con los buques Eduardo, Clotilde, Leopoldino y Veloz, y con la trincadura Infanta, debía mantener la defensa de la ría, la costa del Cantábrico y, sobre todo, la ardua tarea de gestionar la llegada de las provisiones, que eran muy escasas, en parte por el abandono del Gobierno, en parte por falta de medios de transporte para llegar al apostadero por mar y en parte por los facciosos que merodeaban por campos y aldeas. El 12 de mayo casi todas las tropas que había en ese apostadero son embarcadas y enviadas a Santander y San Sebastián y el general Amero pide el traslado. Sin embargo, el traslado no se le concede y le son enviados 2000 reales de vellón para que reparta entre los soldados que hicieron posible el éxito del desembarco. 
En agosto de 1838 fue elegido diputado a Cortes por Sevilla, por lo que abandona el apostadero y se traslada a Madrid. El 26 de junio de 1839 es nombrado Comandante de las Fuerzas Navales del Cantábrico. No existe mucha información sobre esta etapa pero se sabe que estuvo al mando del vapor Isabel II, ocupó Bermeo y en Mundaca una goleta y cinco trincaduras carlistas.

## Cataluña
En enero de 1840 la reina le concede el cargo de Brigadier de la Armada Nacional y es nombrado también comandante general de las fuerzas navales de Cataluña y Valencia. Llega a Barcelona en marzo y en Tortosa activa el armamento de los faluchos Vengador y San Antonio que había conseguido y en menos de un mes deja totalmente libre la navegación por el Ebro, que hasta entonces tenían cortadas las fuerzas carlistas. Se destruyeron los parapetos de tres baterías en Ambeixa y dieron escolta a los mercaderes que subían y bajaban por el río que hasta entonces había estado detenidos. Amero contaba con 32 hombres pero para esto contó con la ayuda de 48 infantes de la Compañía de Tortosa. El 20 de abril estuvo en Vinaroz con el general jefe del Ejército del Centro y el 21 ocupó San Carlos de la Rápita sin oposición. Volviendo a Tortosa fue atacado por un grupo de carlistas, aunque él y su escolta se parapetaron tras una casa y las bajas hicieron huir a los carlistas. Con estas acciones los últimos focos carlistas desaparecen y la primera guerra carlista había terminado.

## Secretario de Estado y del Despacho de la Marina
En febrero de 1840 hubo elecciones generales y ganaron los moderados. Estos aprobaron una ley de régimen local que los progresistas decían que infringía el artículo 70 de la Constitución porque los alcaldes serían nombrados por la reina. Espartero se puso de parte de los moderados para impedir que la reina gobernadora firmase la ley.
Espartero trató de convencer a la reina gobernadora pero cuando este se marchó de la Corte para aplacar un levantamiento carlista en Berga esta firmó la Ley. Espartero, al conocer la noticia, dimitió y se produjo un levantamiento en Barcelona asesinándose en la plaza de San Jaime al abogado Balceras, partidario de dar poderes a la reina. Armero y Espartero se dirigieron a la plaza, donde fueron aclamados por los sublevados. Espartero será llamado a conversar otra vez con la reina pero este mantendrá su posición de dimitido aunque acepta volver a restablecer el orden en Barcelona. La reina gobernadora y sus dos hijas, la reina niña y la infanta María Luisa se encontraban en Barcelona tras haber estado en un balneario en Aragón.
En julio de 1840 la reina Gobernadora debió de formar un nuevo gobierno moderado al dimitir el constituido por Evaristo Pérez de Castro. Armero, que había sido nombrado ya Jefe de Escuadra por Real Orden del 18 de julio, fue nombrado Secretario de Estado y del Despacho de la Marina, cargo que luego se llamaría ministro de Marina. El nuevo gobierno se encontraba presidido por Antonio González.
Al encontrarse en peligro la Familia Real el nuevo gobierno decidió marchar a Valencia, donde era capitán general Leopoldo O'Donnell, que era cercano a los moderados y de confianza de la reina. Armero, que conservaba el mando de las fuerzas navales de Cataluña se dedicó a organizar el embarque de la Corte en los mismos barcos que habían ido a Barcelona para rendirle honores a la reina. La Corte fue instalada en Valencia, en el palacio de Cervellón. Como todos los miembros del gobierno no habían podido ir aún a Valencia a jurar su cargo, el 15 de septiembre por una Real Orden se le entrega a Armero Peñaranda la gestión del Despacho de Gobernación, los despachos de Hacienda al mariscal de campo Francisco Javier Aspiroz, que era ministro de Guerra, y el Ministerio de Gracia y Justicia a José del Castillo, encargado del Despacho de la Secretaría de Estado.
Sin embargo, Valencia era la única provincia leal. Un levantamiento en Madrid terminó extendiéndose a toda la nación y la reina formó un nuevo gobierno progresista presidido por Espartero. El 11 de septiembre Armero y todos los demás ministros dimiten. Sin embargo, la situación de hostilidad es tal que la propia reina gobernadora María Cristina embarca desde Valencia hacia el exilio dejando a Isabel II y a su hermana en manos de Espartero y de las Cortes.
Armero, con una licencia de la Regencia, se dirige a Bilbao el 12 de noviembre y de allí a Fuentes de Andalucía, a donde llega el 20 de diciembre, dependiendo del departamento marítimo de Cádiz.

## Militar en tiempos de paz
En 1841 Armero se encontraba viviendo en Fuentes de Andalucía, al cuidado de su hacienda, ajeno a la política y a la guerra. Sin embargo, el 7 de octubre tiene lugar un asalto al Palacio Real por una tropa sublevada al mando del general Diego de León. Finalmente el asalto fracasó al ser derrotados los asaltantes en las escaleras del Palacio por los alabarderos de la Guardia Real. Tras esto hubo una dura represión. Fueron fusilados Diego de León y sus compañeros y efectuadas detenciones. El 11 de octubre se mandó al capitán general de Andalucía, José Carratalá, que arrestase a Armero incomunicado durante 1 día a fin de tomarle declaración. El 19 de octubre fue presentado un brigadier en su casa con autorización del capitán general para su arresto y fue llevado al castillo de San Sebastián de Cádiz y puesto en un calabozo incomunicado, sin embargo, el fiscal le quita la incomunicación y Armero escribe una carta al ministro de Marina alegando que todo motivo para su arresto son calumnias. Por esto, él es sacado de prisión pero se le insta a no abandonar Cádiz e indicar en qué residencia va a vivir. El 15 de marzo de 1842 se le dará completa libertad sin cargos.

## Levantamiento contra Espartero
En mayo de 1843 tuvo lugar un incendiario discurso en las Cortes Generales de Ologaza, donde se criticó al regente Espartero, que acababa cada párrafo con un Dios salve a la Reina en honor a Isabel II. Se produjeron levantamientos en toda la península contra Espartero y este salió para Andalucía, concretamente a Sevilla, para detener el levantamiento. Ante las protestas en Andalucía, difíciles de contener con la fuerza, el capitán general José Carratalá, leal a Espartero, salió de la ciudad de Sevilla con tropas leales al regente. Se constituyó una Junta de Defensa bajo la presidencia del mariscal de campo Francisco de Paula Figueras, cuya primera misión fue organizar una defensa de Sevilla contra el ejército partidario de Espartero que se dirigía a la ciudad, formado por 22 000 hombres al mando del general Antonio Van Hallen. A su llegada a la urbe en julio comenzaron a bombardear la ciudad, produciéndose importantes bombardeos por el barrio de la Calzada, cerca de la Puerta de Carmona. A los militares de Van Halen se sumarían 23 de julio de 5000 hombres que venían con el propio Espartero.
En este contexto Armero, que se encontraba en Fuentes, se presentó voluntariamente en Sevilla. Rápidamente se le nombró jefe del Primer Distrito, que era el que abarcaba el puerto, para evitar cualquier posible ataque marítimo a la ciudad. De su labor se consiguió que los enemigos no pudieran aislar la plaza del río y se hizo posible la comunicación fluvial con la Junta de Cádiz.
Finalmente los sitiadores decidieron abandonar el cerco y Espartero y Van Halen, con una reducida escolta, se dirigieron a Utrera y de ahí al Puerto de Santa María, donde embarcaron en un buque inglés. Armero fue nombrado jefe de los militares de Espartero que allí quedaron, entre los cuales se produjeron hechos de auténtica falta de disciplina. Sin embargo Armero logró controlar la situación y luego regularizó las pagas de la tropa.
El 8 de agosto, la Junta Suprema de Gobierno de la Provincia de Sevilla, excediéndose en sus funciones, nombró a Armero teniente general del Ejército. Consciente Armero de que ese nombramiento no tenía validez, lo rehúsó elegantemente:

mi gratitud será indeleble para con la Junta, que ha tenido a bien honrarme con tal distinción [...] más las circunstancias particulares en que me encuentro de ser hijo de la provincia, hallarme unido a ella por los vínculos más sagrados y haberme ofrecido a V.E. en esta ocasión como ciudadano particular, me ponen en el caso de rogar a V.E. se sirva decir en mi nombre a la Junta que no me es posible admitir dicho empleo de Teniente General conque he sido agraciado por la misma y que renuncio, para conservar el glorioso recuerdo de haber concurrido en clase de voluntario con los valientes defensores de esta capital para salvarla y salvar la sagrada causa que sostenemos

## Continuación de su carrera
Armero se casó con su prima hermana Josefa Díaz Armero, de 24 años, el 22 de diciembre de 1843 en la iglesia de San Juan Bautista de Écija.
En Sevilla hubo revueltas populares contra la Ley Municipal, a la que se oponían los progresistas. Los alcaldes y regidores renunciaron y el jefe político José María Castro nombró un nuevo ayuntamiento dirigido por José Joaquín Lesaca. Ante esta rebelión abierta Armero proclamó el estado de sitio en la ciudad el 4 de febrero. En 24 horas fue desarmada la milicia ciudadana y la facción progresista quedó desmantelada.
La reina escribió un Real Decreto que decía que por "lo grato que me son los servicios que ha prestado a la causa de mi trono y de la Constitución, especialmente en la gloriosa defensa de Sevilla, cuya capitanía general está desempeñando, vengo en nombrarle teniente general de los Ejércitos Nacionales." Una graduación similar le sería concedida en la Armada por otro Real Decreto el 13 de mayo de 1844. 
El 3 de mayo de 1844 la reina le nombró ministro de Marina, Comercio y Gobernación de Ultramar, cargo que ocupó hasta el 28 de enero de 1847, al mismo tiempo que el de capitán general de Madrid.
Volvió a ser nombrado el 6 de abril siguiente. Formó parte de la comisión que redactó la nueva constitución, proclamada el 23 de mayo de 1845.
Ese verano, en contra del sistema tributario grupos de rebeldes instan a los mercaderes de la capital a que cierren, para privar a los ciudadanos de bienes de primera necesidad. Los rebeldes, al mando de emigrados recién llegados de Gibraltar y Oporto, atacaron el Cuartel de Infantería que había cerca de la Puerta de Alcalá el 6 de septiembre. En dicho cuartel se encontraba el Regimiento de Navarra. El plan de los rebeldes era tomar las armas, restituirlas a la disuelta Milicia Nacional y tomar el palacio de Buenavista. Hubo un gran tiroteo y murieron dos oficiales, sin embargo los rebeldes huyeron saltando la verja del Retiro y fue complicado detenerlos. El papel contundente contra los rebeldes ese agosto por Armero fue bien recibido por la reina que le otorgó la Gran Cruz de la Real y Militar Orden de San Fernando por Real Orden del 22 de septiembre, refrendada por Ramón María Narváez, presidente del Gobierno. Sin embargo, Armero, que conocía bien todas las disposiciones y reglamentos de la Milicia y que había depuesto en expedientes contradictorios para la concesión de tan alta condecoración, renunciará a ella y Narváez le comunica el 4 de septiembre que la reina admite la renuncia de la condecoración.
Como ministro de Marina lo fue también de Ultramar y también recibió quejas del capitán general de Cuba, Leopoldo O'Donnell, que se quejaba de que querían poner sobre su autoridad un Consejo de las Colonias y leyes especiales y que, en su opinión, eso favorecería el independentismo de los criollos de la isla.
Sin embargo, lo más relevante fue su papel en la regeneración de la Armada. Cuando él llegó al cargo los arsenales se encontraban deteriorados y muchos edificios y diques ruinosos. Las maestranzas solo contaban con algunos ancianos aparejadores y capataces al frente de unos pocos operarios que se dedicaban a tareas de poca importancia. Armero comenzó a mandar reparar los arsenales, construyó y puso al día diversos buques, se repararon 2 diques en la Carraca y se construyó uno nuevo, se construyeron dos diques en Ferrol y otros dos en Cartagena y se asignó que fueran recibiendo una cantidad fija para su mantenimiento. La flota de la Marina en 1844 estaba compuesta de 43 buques, 8 de ellos desarmados. En 1847 la flota era de 50 buques, con 10 desarmados de los antiguos y 40 nuevos. En esos 3 años también aumentó el número de marineros en 2647 personas.
La Corona le concedió la Gran Cruz de la Real Orden de Isabel la Católica, por su ardua labor en la defensa de Sevilla, que le fue impuesta por la propia reina en la Real Cámara el 5 de diciembre de 1844. Fue nombrado senador del Reino por Real Decreto del 15 de agosto de 1845, en cumplimiento de la nueva Constitución. También se le otorgó la Cruz de la Orden de Carlos III el 20 de marzo de 1846, por su excelente labor como ministro de Marina y gobernador de Ultramar. 
El 29 de septiembre de 1846 recibió el nombramiento de gentil hombre de cámara con ejercicio, prestando juramento en el palacio ante el duque de Híjar en 1847. La reina también quiso premiar a su mujer, Josefa Díaz Armero, y el 2 de noviembre de 1847 la nombró dama de la Orden de las Damas Nobles de la Reina María Luisa, orden instituida por Carlos IV en 1794. Por Real Orden del 14 de enero de 1847 se le concedió a Armero la Gran Cruz de la Orden de San Hermenegildo, que le correspondía por sus años de servicio.
Tras su labor ministerial se retira a Fuentes, regresando a palacio la noche del 26 de marzo de 1848, cuando se daban desórdenes revolucionarios en torno a la Corte. Se encontraba en Fuentes cuando se produce en Sevilla la sublevación de los progresistas en alianza con algunos militares. Tras muchas escaramuzas el general Shelly dominó la situación. Armero se dirigió a la ciudad a proteger a los duques de Montpensier, que eran uno de los blancos de los sublevados.
Sobre su vida familiar, en Madrid, el 7 de diciembre de 1844 nació su primer descendiente, una niña que fue bautizada como Concepción en la parroquia ministerial del Palacio Real por el obispo patriarca de las Indias, Juan José Bonet. Sin embargo, la niña falleció en Écija el mes de agosto siguiente. El 18 de octubre de 1847 nació su segundo hijo, varón, que fue bautizado en la misma parroquia por el arzobispo de Sevilla, Judas José Romo. Con el hijo menor de un año fue cuando el matrimonio se trasladó de nuevo a Fuentes.

## Comandante general del Apostadero de La Habana

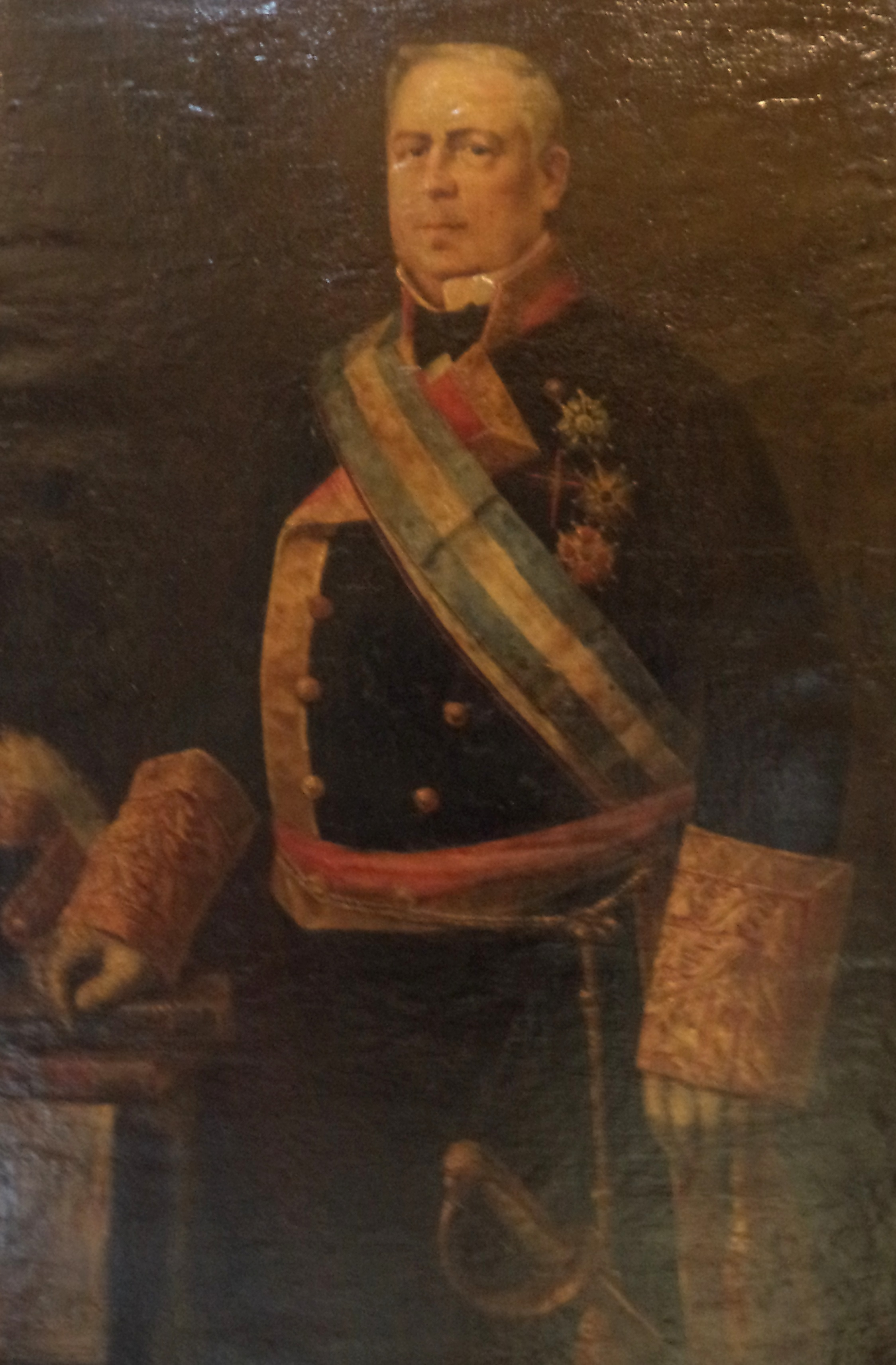
Retrato de Francisco Armero y Fernández de Peñaranda. En 2014 estuvo expuesto en el Museo Naval de la Torre del Oro de Sevilla.

En mayo de 1848 fue nombrado comandante general del Apostadero de La Habana. Decide que su esposa y su hijo no le acompañen. Cuba era una provincia enormemente próspera gracias a la exportación del azúcar.
El apostadero contaba con 30 buques del ejército en relativo buen estado, aunque con algunas carencias en sanidad y armamento que se fueron solucionando. Armero realizó algunas maniobras militares. El 1 de enero de 1849 publicó una ordenanza para el Apostadero que indicaba el régimen que debían de seguir el personal de los buques del apostadero, que terminó extendiéndose a toda la escuadra. Cuando tomó el mando del apostadero el 1 de julio de 1848 la administración de este tenía una deuda de 1.002.274 pesos por suministros impagados y haberes personales. El riguroso control de cuentas hizo que en enero de 1849 se hubieran saldado las deudas.
La buena marcha de la economía hizo que aumentase la marina mercante por lo que el entonces ministro de Marina, Roca de Togores, marqués de Molins, en una carta fechada el 30 de abril de 1850 le comunicó a Armero que había aconsejado al gobierno el aumento de la fuerza naval para que protegieran a aquella. Para esos nuevos buques encargó a Armero que ordenase el corte de maderas. Se había acordado la construcción de 6 navíos, 12 fragatas, 6 corbetas, 18 bergantines, 6 goletas, 4 urcas y 4 vapores con fuerza de 500 a 1000 caballos. Armero procuró el envío de maderas de sabien, ácana, yaba, moruro, caoba, cedro, mayagua, chichana, júcaro, roble, almendro y ocuna.
La mayor autoridad de la isla era el capitán general. Periódicamente este se reunía con la Junta de Autoridades, compuesta por el delegado de Hacienda, el comandante general del Apostadero y el regente de la Audiencia, actuando como secretario un militar.
En 1851 la Junta trató diversos temas, que sirven como muestra de los problemas de la isla en ese momento. Buques ingleses, bajo el pretexto de la pesca, se introducían en aguas cubanas y llevaban a cabo actos de piratería. El bergantín español Monterrey, abordado por la goleta inglesa Lady Clara y la balandra inglesa Safo. El asalto al bergantín americano Henry Buck fue perpetrado por la goleta inglesa Criolla, tuvo que ser detenida por la goleta española Habanera. También se trató el tema de la reorganización de la Policía y de la Guardia Municipal, tanto en La Habana como en los pueblos con el objetivo de investigar posibles conspiraciones del traidor Narciso López y otros emigrados sin necesidad de tener que diseminar al ejército.
Durante su estancia en La Habana mantuvo una correspondencia fluida con un agente de aduanas español en Londres, J. P. Zulueta de Zulueta y Cía, para temas de materiales de buques y otros asuntos. En las mismas misivas donde hablaban de temas de gestión Zulueta aprovechaba también para informar a Armero de lo que pasaba en España. También mantuvo correspondencia con el banquero Juan Manuel Calderón, que se encontraba en Madrid.
Focos "independentistas" o "anexionistas" surgían, más que en la isla, a través de desembarcos provenientes sobre todo de Florida. Armero Peñaranda estimaba que en aquel mundo civilizado:

es difícil pensar en una guerra a cara descubierta para un estado agregar a su territorio el de otro. Por ahora la isla de Cuba sólo tiene que temer ataques de aventureros, ayudados con más o menor evidencia por el Gobierno de los Estados Unidos, que seguirá llamándolos piratas interin sean desgraciados, pero que calificará de héroes si la fortuna les favorece. Pero tratándose de desembarco de aventureros es imprevisible señalar lo más vulnerable de las 450 leguas marítimas de costa que tiene la isla.

Esos "desembarcos de aventureros" fueron de los más variopintos. En mayo de 1850 un grupo de anexionistas, gente usualmente de la peor condición, bajo la dirección del militar emigrado Narciso López organizaron desde las costas americanas el desembarco del vapor Criollo con muchas armas y municiones y alrededor de 500 hombres. Desembarcaron en Cárdenas y vencieron a la guarnición española que allí se encontraba. Amero personalmente embarcó en el vapor Pizarro y fue tras ellos y consiguió que abortaran el intento. Sin embargo Narciso pudo huir y refugiarse en Cayo Hueso, en Florida, a donde también llegó Armero, que logró el embargo del vapor y la detención de aquellos hombres por el gobierno de Estados Unidos.
Las reclamaciones del gobierno español a ingleses y americanos son habituales pero no tienen éxito. En julio de 1850 Molins dice a Armero que:

el gabinete de Washington no ha querido recibir una nota de quejas que le presentamos mientras que las da él tan descaradas e injustas como usted sabe. Aquel gobierno débil ante las particularidades de cada Estado es impotente para evitar el mal y poderoso sólo para agravarlo; y por eso estamos dispuestos a buscar sólo en nosotros la defensa (salvo lo que hagan las demás naciones) y a guarecer poderosamente nuestras antillas

Por este motivo le envía a Cuba cuatro batallones: Rey, Reina, Zaragoza y Bailén. Cada uno de esos batallones contaba con 1048 hombres, con sus jefes y oficiales. Además se mandaron 4 escuadrones: Borbón, Castilla, León y La Habana, con 162 hombres por escuadrón. También se envió una brigada de artillería de montaña de 120 hombres y una compañía de ingenieros de 130. Todo esto hacía una cantidad de 5.099 personas, sin contar con los generales y con las planas mayores. Toda esta gente salió de Cádiz el 1 de octubre de 1850.
Entonces la marina de los Estados Unidos no excedía en número a la española aunque, según el informe del general Viñalet, tenían un gran número de arsenales con material acumulado aunque sin gran actividad. Sin embargo Viñalet concluía que ello:

bajo ningún concepto puede mirarse como un síntoma de paz respecto a España, pues como la tienen en tan poco, se consideran con fuerza suficiente como para destruir su poder en el Nuevo Mundo

En 1851, pasados ya tres años, la Comandancia General del Apostadero de La Habana pasó a José María Bustillo. En el Diario de la Marina de La Habana del 11 de julio de 1851 se dice sobre esto:

El general Armero tiene ciertamente en su carrera páginas más gloriosas y brillantes; quien como ministro de la Corona ha adquirido indisputables derechos a ser considerado restaurador de la Marina en la época presente pudiera creer satisfecha su ambición con título tan honroso: el general Amero sin embargo podrá agregar el de haber pasado de la secretaría del despacho al gobierno de un apostadero en que al propio tiempo, empujó sus adelantos morales y materiales y planeó el futuro de la Marina en la isla. No pues por modesto puede ser mirado con indeferencia un periodo en que se encuentran importantísimos servicios y la base de otros aún mayores.

Sobre su persecución de los que pretendieron invadir la isla dice:

Los sucesos están demasiado recientes para que hagamos menester de recordarlos de otro modo: el general Amero a bordo del Pizarro llegó a inspirar tal horror a los piratas que tiene la honra de ser contado entre los jefes que más odio les inspiran y contra quienes más rabia y desesperación demuestran.

Sobre la persona de Armero dice:

Jefe de celo ardiente, de inmaculada probidad y laboriosidad incansable, como jefe que cada día venía ofreciendo nuevos motivos para justificar el renombre de restaurador de la Marina [...] Cuando el general Armero va a retirarse de entre nosotros, cuando a él no nos unen otros lazos que los de respeto y estimación a todo que vale para gloria y engrandecimiento de nuestra Patria y cuando estamos seguros que somos verdaderos órganos de un sentimiento general del país, el cual tendría un pesar con su partida si no le viese llamado nuevamente a los consejos de la Corona.

## Regreso a la península
Juan Bravo Murillo formó un gobierno conservador y solicitó que Francisco Armero fuese su ministro de Marina, cosa que fue bien recibida por la reina
El general Armero volvió a la península para ser ministro de Marina. Lo hizo pasando por Estados Unidos y el Reino Unido. Con el permiso del gobierno británico, visitó las instalaciones de la marina de ese país.
Llegó a Cádiz a principios de agosto, permaneciendo en la casa de sus suegros en Écija durante ese mes. El 26 de agosto el capitán general de Cuba, José Gutiérrez de la Concha, le escribió a Écija para preguntarle qué opinaba de la supresión de la Audiencia de Puerto Príncipe, solicitada ya por el general Roncali, y Armero contestó que lo mejor era mantenerla.
A comienzos de septiembre el matrimonio se instaló en el número 11 de la calle Cedaceros de Madrid. Salvo algunos viajes a Fuentes y a Sevilla, esta sería su residencia durante cerca de diez años.
Ese mes, Armero encargó a Casmiro Vigodet un plan especial de contabilidad para la Marina y un proyecto de ordenanza para la contabilidad. También dictó reglamentos para uniformar la instrucción militar, para ser desarrollados en los buques y en una o varias bases. En este periodo colaboró habitualmente con Bravo Murillo.
Dimitió del cargo de ministro el 1 de mayo de 1853, informando a la reina de que no estaba de acuerdo con el resto de sus compañeros "en la adopción de medidas que se proponen tomar para modificar las leyes fundamentales del Estado". La decisión de Bravo Murillo de modificar la constitución con decretos hizo que hicieran un frente común los moderados y los progresistas y, al no conseguir su propósito, el presidente del Gobierno presentó su dimisión a la reina el 13 de diciembre de 1852.
El 12 de febrero de 1853 la reina nombró a Armero vicepresidente del Senado.
El 25 de febrero de 1853 nació una hija a los siete meses que recibió el bautismo con las aguas del socorro y que falleció a los pocos días. Por esto, el único hijo continuó siendo Francisco de Asís, que tenía seis años.
En diciembre de 1853 es nombrado presidente del Gobierno el conde de San Luis, que suspendió las sesiones de las cortes y estableció un régimen dictatorial. Molins, que seguía como ministro de Marina, sospechó que Armero podría estar implicado en un alzamiento, y consiguió una Real Orden del 17 de enero de 1854 para enviarle a un cuartel de la ciudad de León. Entonces la mujer de Armero estaba embarazada y dio a luz a los ocho meses, según el general porque temía que se produjera alguna acción contra su marido. Este pudo ser bautizado antes de su muerte en la iglesia de San Sebastián de Madrid como José Joaquín por el arzobispo Antonio María Claret. El general se trasladó al cuartel, pero aquello perjudicaba su situación familiar y, dadas sus circunstancias, pedía que se informase de las mismas a la reina, para que esta dictaminara según considerase. Permaneció en el cuartel hasta el año siguiente.
En septiembre de 1854 se creó una junta consultiva sobre los negocios de Ultramar y se le ofreció ser uno de los nueve vocales de la misma. Armero agradeció el ofrecimiento, pero rehusó por situaciones personales.
En 1855 fue el responsable de la fundación del Colegio Naval de San Fernando. En febrero de 1856 fue nombrado capitán general de la Armada.
El 14 de noviembre de 1856 nació una nueva hija, que fue bautizada en la iglesia de San Sebastián como María del Pilar Antonia Teresa Serapia Ramona Francisca de Paula Judas Tadea María del Valle Josefa de la Santísima Trinidad.
El 24 de mayo de 1856 se creó una comisión para presentar un proyecto de ley ante las Cortes con el propósito de reorganizar el Consejo de Estado y desarrollar la jurisdicción contencioso administrativa. Armero fue uno de los vocales de esta comisión.
Narváez dimitió y la reina nombró a Armero presidente del Gobierno por Real Orden del 15 de octubre de 1857, además de ejercer como ministro de la Guerra y ministro de la Gobernación.
Armero intentó mejorar las situación entre los moderados, que a su vez eran adversarios de los progresistas. Finalmente, al verse incapaz de resolver la situación política, y al igual que habían hecho a lo largo del año anterior Espartero, O'Donnell y Narváez, presentó su dimisión a la reina en enero de 1858. Se quedó en Madrid como gobernador militar.
El 9 de noviembre de 1858 tuvo otra hija, que fue bautizada el mismo día como María de los Dolores. Los bautismos de María del Pilar y María de los Dolores fueron confirmados posteriormente por el arzobispo Antonio María Claret en la iglesia pontificia de los Italianos de Madrid.
Armero, por la construcción de buques en los astilleros ingleses, hizo amistad con el relojero José Rodríguez Losada. Este enviaba diversas donaciones, de las que daba cuenta a su amigo. En enero de 1858 envió a los señores Ybarra en Bilbao un reloj para la torre de la Trinidad. También realizó varias donaciones de aparatos al Observatorio de San Fernando, y escribió a Armero en 1860: "Creo que pronto tendré a San Fernando tan bien provisto que será el mejor de los observatorios". El general facilitó que la reina le concediera a Losada la Encomienda de la Real Orden de Isabel la Católica y el 4 de julio de 1860 escribió al general para darle las gracias.
El 3 de junio de 1858 un incendio devastó el convento de las mercedarias descalzas de Fuentes de Andalucía. Las monjas debieron pasaron a vivir repartidas por varias casas de la localidad. Como el convento estaba relacionado con la familia de Armero, las monjas recurrieron al general para que pidiese ayuda a la reina Isabel II, que tenía fama de realizar generosas donaciones a la Iglesia. El 20 de junio Armero recibe un comunicado de la Real Casa que dice que:

condolido su real ánimo con el deplorable suceso, ha querido acudir con un nuevo rasgo de su inagotable munificencia a remediar la triste situación en que se hallan las vírgenes del Señor, privadas de su sagrado retiro por los estragos del incendio y me encarga entregue por conducto de V.E. para la reedificación del mencionado convento la suma de 80.000 reales de vellón

Las monjas escribieron luego esta poesía al general:

Postradas ante el altar

de Mercedes Sacrosanto

elevamos nuestro canto

hoy las monjas sin cesar:

Deseamos alcanzar

y pedimos con esmero

dispense el Dios verdadero

luengos días a su favor,

gracias mil al protector

de estas vírgenes: Armero.

El 31 de enero de 1856 Armero adquirió una gran casa, que había sido la sede de Correos por un alquiler de Isidoro Urzaiz, en el número 42 (hoy 6) de la calle Amor de Dios. Armero aumentó el tamaño de la casa con los inmuebles de los números 40 y 43. Fueron realizadas obras en la casa por Joaquín Fernández y Lorenzo Hernández, que finalizaron en 1860. Esta casa tenía una capilla, ya que a Armero se concedió un oratorio privado por bula del papa Pío IX del 31 de agosto de 1857. La casa también tenía una cuadra con caballos y una pajarera con diversas especies de aves. Obtuvo permiso para instalarse en Sevilla en 1862.
El 1 de noviembre de 1983 la vicepresidenta provincial de la Cruz Roja, María Mónica Arteche y González de Careaga, vizcondesa de Bernuy y grande de España, viuda del III marqués de Nervión, Francisco Armero y Castrillo, donó la casa de la calle Amor de Dios a la Cruz Roja, en un contrato que firmó con el presidente provincial, Juan Jiménez Castellanos y Calvo Rubio. La casa estaba valorada fiscalmente en 19 227 375 pesetas.
Entre septiembre de 1864 y junio de 1865 fue de nuevo ministro de Marina.
La reina, por Real Decreto del 11 de octubre de 1864, le otorgó los títulos de marqués del Nervión y grande de España: "atendiendo a sus méritos y dilatados servicios, hechos y acciones en que participó durante la Guerra Carlista, principalmente en el levantamiento del Segundo Cerco de Bilbao".
Armero falleció en 1866. En 1872 sus restos fueron trasladados al Panteón de Marinos Ilustres, en San Fernando. Su viuda encargó su mausoleo. Es de mármol blanco, con barcos en la parte inferior. En la parte superior hay tres esculturas de las virtudes teologales situadas en forma triangular y en medio de ellas la Cruz. También cuenta con un anagrama del general con una corona en la parte superior".
La Compañía Trasatlántica Española, fundada en Cuba en 1849 por Antonio López y López y Patricio de Satrústegui y Bris, bautizó a uno de sus barcos como General Amero en 1852.
En su pueblo natal tiene dedicada una calle llamada General Armero.